# Feliks Niemirowicz-Szczytt
Feliks (Felicjan) Niemirowicz-Szczytt (Szczytt-Niemirowicz / Szczytt) herbu Jastrzębiec (ur. 20 listopada 1764 w Tabołkach, zm. 1793) – szambelan JKM Stanisława Augusta, marszałek drysieński, dziedzic Tabołek.
Syn Justyniana i jego pierwszej żony wojewodzianki brzeskolitewskiej Kazimiery z Łopacińskich. Wnuk kasztelana inflanckiego Jana Niemirowicza-Szczytta. Siostrzeniec biskupa Józefa Leona Łopacińskiego i starosty mścisławskiego Jana Nikodema Łopacińskiego.
Przyrodni brat Józefa Niemirowicza-Szczytta (1777-1848) – również szambelana Stanisława Augusta, który godność te uzyskał w czasie pobytu z ojcem, Justynianem, w Warszawie w 1793.
Ojciec Michała, jezuity zmarłego w Rzymie w opinii świętości, Jana, księdza zesłańca, oraz Józefa, dziedzica Tabołek, ożenionego z Marią Rudominą-Dusiatską.
Autor poematu dedykowanego królowi Stanisławowi Augustowi Do Jego Krolewskiey Mci Pana Naszego Miłosciwego Postępku w Naukach ćwiczącey się Młodzi w Szkołach Publicznych w Mieście Starey Warszawy Doswiadczaiącego 23. Lipca Roku 1781
Pochowany w nieistniejącym obecnie kościele Dominikanów w Wołyńcach.